# Frog cake

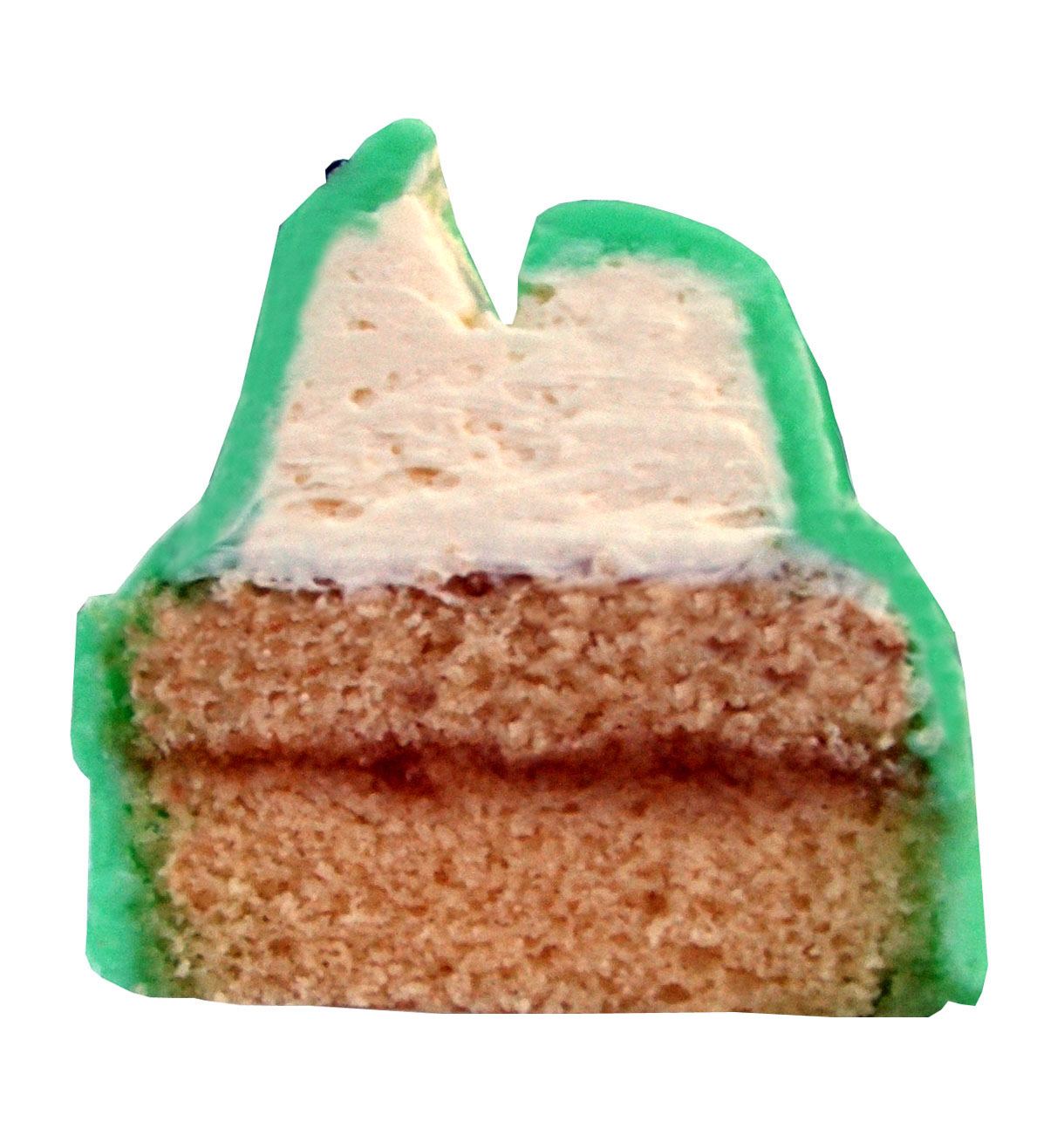
Sezione di una frog cake

Il frog cake è un dessert a forma di testa di rana con la bocca aperta, a base di pan di spagna e crema e ricoperta di glassa. Fu creata dalla pasticceria Balfours nel 1922, ed in breve tempo divenne molto popolare, soprattutto in Australia Meridionale.
Originariamente le frog cakes erano disponibili esclusivamente di colore verde, ma col tempo furono aggiunte alle varie opzioni anche frog cake di colore marrone e rosa. Da allora sono state sviluppate numerose varianti, incluse alcune varietà stagionali (come le versioni "pupazzo di neve" e pulcino pasquale").
Il frog cake è stato descritto come "unicamente sud-australiana", al punto di essere impiegata anche nella promozione del turismo. Come riconoscimento della sua importanza culturale per la nazione, nel 2001 il frog cake è stato elencato come una delle icone dell'Australia Meridionale dal National Trust of South Australia.